# Рождество в Индии
«Рождество в Индии» (итал. Natale in India) — итальянский комедийный фильм, снятый режиссёром Нери Паренти в 2003 году.

## Сюжет
В 1987 году миланьский судья Енрико Пачи встречается с вульгарным римским Фабио Де Тассис в больнице, где их сыновья рождаются.
В 2002 году Енрико — судья процесса, в котором обвиняемый — это Фабио. Фабио убегает в Индию со своей женой, со сыном и с адвокатом Дженнаро. Судья следует за ними в Индию. Там им будет нужно объединить силы, чтобы выживать.
В Риме вульгарный рэпер Вомито (от итал. Vomito — «рвота») и его агент Тони решают снять видеоклип в Индии по повышению популярности рэпера. Там арестовывают Вомито, потому что он профанирует корову. Тони встречается с двойником рэпера, наркоманом Йоги, и решает их заменить.
Между тем акробаты Макс и Бруно находят драгоценный рубин. К сожалению, рубин попадает в сумку судьи Енрико Пачи. Они решают следить за ним в Индию.

## В главных ролях
- Кристиан Де Сика — Фабио Де Тассис
- Массимо Больди — Енрисо Пачи
- Биаджо Иццо — Дженнаро Педичини
- Енцо Сальви — Вомито / Йоги
- Паоло Контичини — Тони
- Макс Каваллари — Макс
- Бруно Арена — Бруно
- Давиде Перино — Нелсон Де Тассис
- Кларисса Барт — Сильвия Де Тассис
- Емануеле Анджелони — Костантино Пачи